# ウェンドー
ウェンドー(ウェンドウ、Wen-Do)とは、カナダで考案された公認慈善事業の女性護身術である。WenはWomenからの3文字で『女性達（全女性）』を表し、 Doは空手道、柔道などにも付く「道（どう）」のアルファベット表記。 カナダでは最も歴史の古い女性用護身法である。
Wen-Doは、1964年にニューヨークで、キティ・ジェノヴィーズという女性が、自宅の前で暴行を受けて命を落とした事件をきっかけにして、当時各種武道を愛好していたペイジ家の4人によって考案された。1972年から女性用護身コースとして開催されている。

## 歴史
- 1964年、アメリカ合衆国のニューヨークで、キティ・ジェノヴィーズが暴行を受け、命を落とす。
- 1972年、Wen-Doが一般女性向けに開講される
- 2000年頃、カナダ人講師による日本初のWen-Do講習会開催
- 2002年、日本で初のWen-Do講師（カナダでの認定呼称はSpeaker's Bureau、日本ではプログラムガイド）誕生
- 2011年、日本に初のマスターインストラクターとWen-Do Japanが誕生。日本での講師育成が開始される。

## プログラム内容
Wen-Doでは、女性に対する暴力の多くが被害女性の知人によるものであるとの各種調査結果を重視し、加害者が知人であるケースも想定に入れ、女性の心理に配慮した説明や実技を行う。クラスでは安全が第一優先事項とされ、合意なしでの身体的接触は一切行わない。また、マスターインストラクターが所属のWen-Do Japanによるクラスでは、車椅子使用の女性や聴覚・視覚ハンディを持つ女性の参加が歓迎されるWen-Doコースもある。参加可能年齢は目安で10才（カナダ）、または小学校高学年以上（日本）。年齢の上限はなし（日本での最高齢は82歳、カナダでは92歳）。
《理念》
Wen-Doではフェミニズムの理念を取り入れており、社会的マイノリティである女性のエンパワーメントによってマジョリティから受ける暴力被害を減らし、なくすことを目指す。またその立場から、通り魔的行為からの護身だけではなく、力関係のある二者間での暴力、たとえばドメスティック・バイオレンスや知人間での性暴力、セクシュアル・ハラスメントなどの社会的課題にも注目している。
《プログラム構成》
暴力の生まれる構造や社会状況・加害者心理・心と声とからだのつながりなどに関するシンプルなレクチャーや、「自分を守る・大切に扱う」ことなどメンタルな動機付けなどを伴いながらも、女性の身体に配慮された実技体験をメインとするプログラム構成が特徴的である。
《普及スタイル》
普及は主に単発開催の講習・講演・ワークショップによってなされる。講師は出張型で各地におもむき、教室を持たない。
《対象者》
Wen-Doではシスターフッドを重視しているため、現在の講師は女性のみである。また、ワークショップの受講者も特例を除いて女性（性自認が女性の参加メンバーの一員となることに同意する人、女性として参加する意思のある人）である。（＊主催団体の意向と講習の目的によっては、性別問わずの参加を受ける例もある）

## 活動実績
日本では北海道から沖縄県まで、各地自治体、公益財団法人、団体（国連ウィメン日本協会など）、企業、病院、小中学校、高等学校、大学などや、有志による開催など。
カナダでは、トロント・レイプ・クライシス・センター、多文化的なレイプを阻止する女性の会、トロント大学コミュニティー安全オフィス、トロント警察などにより推奨されている。また、ウェンドーはオンタリオ州内の大学、病院、学校、企業および地域組織で教えられている。
他、ニュージーランドやアフリカ、アメリカなどにも広まっている。

## 書籍
- 『世界武道格闘技大百科』（クリス・クルデリ、東邦出版、2010年）
- 『セルフ・ディフェンス あなたは、正しい！』（橋本明子、三五館、2004年）